# Domingo Miguel Bernabé Terradellas
Domingo Miguel Bernabé Terradellas (Barcellona, 1713 – Roma, 20 maggio 1751) è stato un compositore spagnolo, attivo principalmente in Italia. È noto anche col nome catalano di Domènec Miquel Terradellas e con quello italiano di Domenico Terradeglias (o Terradellas).

## Biografia
Ricevette probabilmente i primi rudimenti musicali da Francesc Valls, maestro di coro della cattedrale di Barcellona. Nel 1732 si recò in Italia, dove rimarrà per tutta la vita, tranne per un viaggio che compirà qualche anno più tardi attraverso l'Europa. Grazie alla protezione del principe di Belmonte, egli poté studiare presso il Conservatorio dei Poveri di Gesù Cristo di Napoli; ammesso il 23 maggio dello stesso anno, fu allievo per sei anni di Francesco Durante. Nel corso della sua permanenza nell'istituto musicale partenopeo compose diversa musica: il suo primo lavoro fu l'oratorio Giuseppe riconosciuto (sui versi di Metastasio), composto nel 1736. Terminati gli studi, nel 1739 ebbe inizio la sua carriera di compositore. Debuttò come operista a Roma con l'opera eroica Astarto. Tornato a Napoli, scrisse e rappresentò nello stesso anno il suo secondo oratorio, Ermenegildo martire e nel 1740 la sua unica opera buffa, Gl'intrichi delle cantarine.
Nel 1743 ottenne il suo primo grande successo con la messa in scena a Roma della sua opera Merope. Giacché questo lavoro impressionò molto l'incaricato napoletano presso la Santa Sede, il cardinale Acquaviva, costui raccomandò fortemente il giovane compositore spagnolo alla corte napoletana. Nonostante tutto questo essa non fu interessata e quindi Terredellas decise di rimanere a Roma, dove aveva già un'occupazione presso la chiesa di San Giacomo degli Spagnoli, con mansioni di maestro di cappella. Mantenne questa posizione fino al 1745, anno in cui dovette lasciarla a causa di divergenze con i suoi colleghi. Durante il periodo trascorso presso San Giacomo scrisse numerosi lavori sacri. Dal 1746 al 1750 fu in viaggio attraverso l'Europa: prima a Londra, dove al King's Theatre presentò due sue opere e un pasticcio, e fu successivamente a Parigi. Tornato in Italia, allestì nel 1750 al Teatro Regio di Torino la sua Didone abbandonata diretta da Giovanni Battista Somis e nel maggio dello stesso anno a Venezia diede Imeneo in Atene. Rappresentò il suo ultimo lavoro operistico, Sesostri re d'Egitto a Roma durante il carnevale del 1751, dato che nel maggio di quell'anno fu colto dalla morte. Come egli morì è ancora oggi un mistero. L'oscuro resoconto dell'Allgemeine musikalische Zeitung del 12 marzo 1800 che sosteneva che la sua morte fosse legata alla rivalità nei confronti di Niccolò Jommelli non è oggi considerato attendibile. Fu sepolto nella chiesa di San Lorenzo in Lucina.

## Considerazioni sull'artista

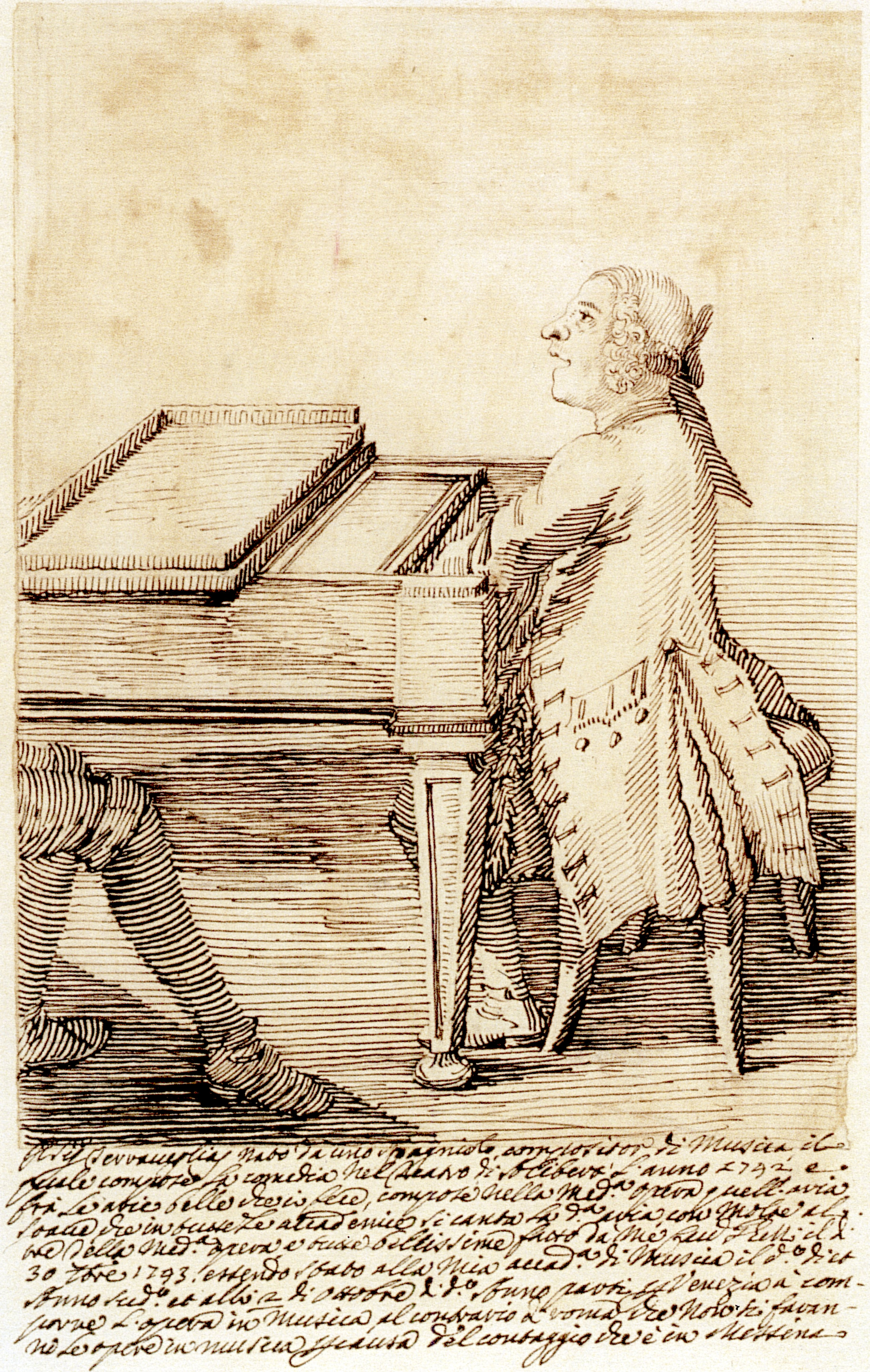
Domènec Terradellas, caricatura di Pier Leone Ghezzi, 1743

Nonostante Terradellas fosse spagnolo di nascita, il suo stile musicale era totalmente italiano. Rimane principalmente noto per le sue opere serie, le quali presentano la tipica struttura dell'opera seria italiano di quel periodo: recitativi secchi che generalmente si alternano con arie con da capo. Tuttavia egli impiegò anche i recitativi accompagnati, i quali gli permettevano di darà maggior drammaticità in certi momenti dell'opera; tale effetto veniva spesso ulteriormente incrementato mediante l'impiego di strumenti a fiato. Terradellas fu uno dei primi compositori ad impiegare quest'ultima tecnica: infatti negli anni '40 del Settecento usualmente i compositori scrivevano i recitativi accompagnati solamente per archi e basso continuo. I suoi vigorosi accompagnamenti orchestrali davano alle proprie arie ferocità d'espressione, le quali erano caratterizzate da forti contrasti armonici (da tonalità maggiori a minori e viceversa), di metro e di velocità.
Questi stessi contrasti si incontrano anche nella sua musica sacra. Egli dimostrò di possedere un'ampia abilità nel saper comporre per grandi cori, spesso divisi in due o quattro gruppi.

## Composizioni

### Opere
- Astarto (dramma per musica, libretto di Apostolo Zeno e Pietro Pariati, 1739, Roma)
- Romolo (dramma per musica, 1739, Roma)
- Cerere (componimento drammatico, 1740, Roma)
- Gl'intrighi delle cantarine (commedia per musica, libretto di Antonio Palomba, 1740, Napoli)
- Merope (dramma per musica, libretto di Apostolo Zeno, 1743, Roma)
- Artaserse (dramma per musica, libretto di Pietro Metastasio, 1744, Venezia)
- Semiramide riconosciuta (dramma per musica, libretto di Pietro Metastasio, 1746, Firenze)
- Mitridate (dramma, libretto di Francesco Vanneschi, 1746, His Majesty's Theatre di Londra)
- Bellerofonte (dramma, libretto di Francesco Vanneschi, 1747, Her Majesty's Theatre di Londra)
- Didone abbandonata (dramma per musica, libretto di Pietro Metastasio, 1750, Torino)
- Imeneo in Atene (componimento drammatico, libretto di Silvio Stampiglia, 1750, Teatro S.Samuele di Venezia)
- Sesostri, re d'Egitto (dramma per musica, libretto di Pietro Pariati, 1751, Teatro delle Dame di Roma)

### Altra musica secolare
- Cara, non tanto sdegno (duetto)
- Dal oriente non nasce il sole (cantata)
- Duetto per 2 soprani e archi
- Tradita, sprezzata (cantata)
- Numerose arie

### Lavori sacri
- Giuseppe riconosciuto (oratorio, libretto di Pietro Metastasio, 1736, Napoli)
- Ermenegildo martire (oratorio, 1739, Napoli)
- Missa solemnis
- Missa di gloria per 4 voci e strumenti
- Messa per soprano, contralto, tenore, basso e strumenti
- Messa per 5 voci e strumenti
- Kyrie e Gloria per 8 voci e strumenti
- Messa Lucina per 2 soprani, contralto, tenore, basso, coro, orchestra e organo
- Credo per soprano, contralto, tenore, basso e strumenti
- Confitebor di Napoli
- Dixit Dominus per soprano, contralto, tenore, basso e strumenti
- Dixit Dominus per soprano, contralto, tenore, basso, coro, orchestra e organo
- Litania per 2 soprani, contralto, tenore, basso, orchestra e organo
- Te Deum per soprano, contralto, tenore, basso e strumenti
- Laudate per 2 soprani, contralto, tenore, basso e strumenti
- Confitebor per 2 soprani, contralto, tenore, basso e strumenti (1743)
- Credidi per 2 soprani, 2 contralti, tenore, basso e strumenti (1744)
- Dixit Dominus per 2 soprani, 2 contralti, tenore, basso e strumenti
- Laetatus sum per 2 soprani, 2 contralti, tenore, basso e strumenti (1743)
- Debellato duce ingrato per soprano, contralto, tenore, basso e strumenti (1743)
- Domine me festina per soprano, contralto, tenore, basso e strumenti (1744)
- O diem fortunatum per soprano, contralto, tenore, basso e strumenti (1743)
- Praestantissime stellae per 2 soprani, contralto, tenore, basso e strumenti (1744)
- Gloria patri per soprano, contralto, tenore, basso e strumenti
- Laetentur omnes (mottetto per 3 voci, strumenti e organo)
- Luminosa consurgit per soprano, contralto, tenore, basso e strumenti
- Miserere per soprano, contralto, tenore, basso, strumenti e organo
- Nocturna procella
- Plaudiete pupuli (cantata per soprano, strumenti e basso continuo)
- Regina coeli per soprano, strumenti e organo
- Salve regina per soprano e strumenti

### Musica strumentale
- Marciata per violino
- Ouverture in re maggiore
- Sinfonia per oboe e archi